# Kanadische Badmintonmeisterschaft 1986
Die Kanadische Badmintonmeisterschaft 1986 fand vom 5. bis zum 7. Dezember 1986 in Québec statt.

## Sieger und Finalisten
| Disziplin    | Gold                            | Silber                |
| ------------ | ------------------------------- | --------------------- |
| Herreneinzel | Mike Butler                     | Peter Rawlek          |
| Dameneinzel  | Denyse Julien                   |                       |
| Herrendoppel | Mike deBelle Mike Bitten        | Mike Butler Ken Poole |
| Damendoppel  | Johanne Falardeau Denyse Julien |                       |
| Mixed        | Mike Butler Johanne Falardeau   |                       |